# Старолюбино
Старолюбино (баш. Иҫке Любин) — деревня в Стерлибашевском районе Башкортостана, входит в состав Бузатовского сельсовета. 

## Население
| 2002 | 2009 | 2010 |
| ---- | ---- | ---- |
| 34   | ↘13  | ↗14  |

Согласно переписи 2002 года, преобладающая национальность — русские (76 %).

## Географическое положение
Стоит на реке Бузат (приток Тятери).
Расстояние до:
- районного центра (Стерлибашево): 56 км,
- центра сельсовета (Бузат): 9 км,
- ближайшей ж/д станции (Стерлитамак): 113 км.